# SOMPO Holdings
SOMPO Holdings, Inc. (SOMPO ホールディングス株式会社, SOMPO Hōrudingusu Kabushiki-kaisha) (vormals bekannt als NKSJ Holdings, Inc.) ist eine japanische Versicherungsholding, die am 1. April 2010 aus der Fusion von Sompo Japan und Nipponkoa Insurance hervorging. Das Unternehmen gilt als einer der drei größten Versicherer Japans. Es wird derzeit an der Tokioter Börse gehandelt und ist Bestandteil des Nikkei 225 Index.

## Geschichte
Sompo Japan Insurance Inc. und NIPPONKOA Insurance Co., Ltd., peilten im Jahr 2010 eine Fusion der beiden Unternehmensgruppen an. Dies führte im April 2010 zur gemeinsamen Gründung von NKSJ Holdings, Inc. (Heute Sompo Holdings, Inc.) als Dachorganisation für beide und im September 2014 zur Gründung von Sompo Japan Nipponkoa Insurance Inc. als operative Versicherungsgesellschaft. Seither ist nur noch die SOMPO Holdings börsennotiert und nicht mehr die Sompo Japan Nipponkoa Insurance.

## Aktionärsstruktur
Mit Stand vom 31. März 2025 waren folgende Hauptaktionäre bekannt:
| Aktionär                                         | Anteil der SOMPO Holdings | Anteil der SOMPO Holdings |
| Aktionär                                         | Anzahl Aktien in tausend  | Anteil in %               |
| The Master Trust Bank of Japan, Ltd.             | 157,656                   | 16.75                     |
| Custody Bank of Japan, Ltd. (Trust account)      | 62,713                    | 6.66                      |
| GOVERNMENT OF NORWAY                             | 27,057                    | 2.87                      |
| STATE STREET BANK AND TRUST COMPANY              | 23,807                    | 2.53                      |
| Sompo Holdings Employee Shareholders Association | 21,963                    | 2.33                      |
| STATE STREET BANK AND TRUST COMPANY              | 21,668                    | 2.30                      |
| STATE STREET BANK WEST CLIENT                    | 19,803                    | 2.10                      |
| JP MORGAN CHASE BANK                             | 17,112                    | 1.82                      |
| JPMorgan Securities Japan Co., Ltd.              | 14,480                    | 1.54                      |
| JP MORGAN CHASE BANK                             | 13,596                    | 1.44                      |
| Gesamt                                           | 379,859                   | 40.35                     |